# Paseo cromosómico
El paseo cromosómico es un proceso que se basa en determinar la secuencia nucleotídica de fragmentos de ADN que se localizan a ambos lados de una región de ADN. Consiste en enviar sondas marcadas con fluorofóros que hibridan con el fragmento de ADN. Este ADN ha sido fragmentado mediante enzimas de restricción que lo cortan dejando sus extremos cohesivos. De esta manera se puede determinar la secuencia posterior y anterior a ese fragmento, para poder ordenarlo.
- Uso

1. - Secuenciar genomas ordenadamente, en este caso se suele llamar más comúnmente “primer walking”/”paseo con cebador”
2. - Secuenciar un gen de interés tras identificarlo gracias a la secuenciación de extremos cohesivos, esta técnica (en la que se requiere Primer walking chromosome walking y también clonaje posicional tras seleccionar marcadores cercanos al gen para localizarlo) en conjunto se denomina Genetic_screen positional cloning.
3. - Mapeo físico de genes